# Operação Navalha
A Operação Navalha deflagrada pela Polícia Federal do Brasil no dia 17 de maio de 2007 visou desbaratar esquemas de corrupção relacionados à contratação de obras públicas feitas pelo governo federal. As supostas acusações levaram à queda do ministro de minas e energia Silas Rondeau na semana seguinte.

## Esquema
O esquema utilizado pela quadrilha consistia em superfaturar obras previstas no PAC. Os corruptos já discutiam, sem mesmo haver licitação das obras nem contratos. Na noite anterior à Operação, alguns membros da Máfia se reuniram e discutiram métodos de roubo. Para se ver o tamanho da Operação, o governador do Maranhão, Jackson Lago (PDT) só não foi preso por decisão do STJ.

## Presos e envolvidos
Foram presas 47 pessoas, dentre elas José Reinaldo Tavares (PSB), Deputado Distrital Pedro Passos (PMDB), João Alves Neto, filho do ex-governador João Alves Filho (DEM-SE), dois sobrinhos do governador Jackson Lago (PDT-MA) - Alexandre de Maia Lago e Francisco de Paula Lima Júnior - além dos prefeitos de Sinop, Nilson Aparecido Leitão (PSDB-MT), o qual não foi encontrado nada contra seu favor e considerado inocente, e de Camaçari, Luiz Carlos Caetano (PT-BA).
A Polícia Federal sustenta ainda que o ministro de minas e energia Silas Rondeau teria recebido propina em seu gabinete para premiá-lo por supostas vantagens oferecidas à Gautama, do empresário Zuleido Veras, numa licitação do Programa Luz Para Todos, destinado a levar luz elétrica a zonas rurais.

## Cronologia
- Em 17 de maio, a PF realiza a Operação Navalha.

- O ministro de Minas e Energia, Silas Rondeau manda afastar assessor preso em operação, Ivo Almeida Costa, assessor especial do gabinete do ministro.

- O governador do Maranhão, Jackson Lago, ordena a apuração sobre a empresa Gautama.

- A PF transfere 23 dos 46 presos para Brasília.

- O presidente Lula diz em Araguaína (TO) que não vai comentar sobre nova operação e "doa a quem doer" aos acusados.

- Em 18 de maio, a PF divulga áudios em que os acusados falam e citam nomes de políticos.

- "Carros de Luxo" apreendidos ontem começam ser enviados para Brasília.

- A PF adia depoimentos para dia 21.

- O ex-chefe da Casa Civil do governo João Alves Filho (DEM) e atual Conselheiro do Tribunal de Contas de Sergipe, Flávio Conceição de Oliveira Neto, consegue no STJ (Superior Tribunal de Justiça) a revogação de sua prisão e é solto horas depois.

- Advogados dos três presos pedem habeas-corpus.

- Em 19 de maio, A PF prende último suspeito.

- A PF afirma que as grampos revelam os parlamentares, entre eles Delcídio Amaral (PT-MT). Ele nega.

- Em 20 de maio, vários presos da operação conseguem habeas-corpus, entre eles o ex-governador José Tavares.

- Chegam em Brasília, os "Carros de Luxo"

- O programa Fantástico, da Rede Globo divulga novas gravações de vídeos em que aparecem o dono da Gautama, a funcionária, perto do Congresso Nacional.

- Em 21 de maio, Delcídio Amaral se defende as acusações no plenário do Senado.

- A PF afirma que o ministro Silas Rondeau recebeu proprina da Gautama. Rondeau nega.

- Vários presos da operação conseguem habeas-corpus.

- Novos depoimentos da PF dos acusados.

- Políticos querem a saída de Rondeau do ministério. O primeiro a pedir foi José Sarney, responsável pela escolha no ministério desde 2005.

## Ligações Externas
- Folha de S.Paulo: "Saiba como funcionava a máfia das obras públicas"
- Governo já discute hipótese de saída de Rondeau